# Isabeau de Melun
Isabeau de Melun   ( - desembre 1389) també coneguda com a "Isabelle" (1328 (França) - Castell de Monceaux (França), desembre de 1389), fou una noble occitana. Comtessa de Dreux i Dama de Montpensier (1341-1345) i Comtessa d'Eu (1352-1387).

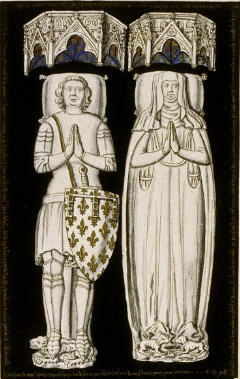
John d'artois i la seva esposa

Filla de Jean I, vescomte de Melun i Isabelle d'Antoing. Casà en primeres núpcies el 1341 amb Pierre I, Comte de Dreux (1298-1345) i en segones el 1352 amb Joan d'Artois, comte d'Eu (1321-1387) amb el primer marit tingué a Jean d Artois, Comte d'Eu (1356-1387), i amb el segon:
- Jeanne d'Artois (1353-1420), casada al castell d'Eu el 12 de juliol de 1365 amb Simon de Thouars (mort el 1365), comte de Dreux
- Joan d'Artois (1355–1363), senyor de Peronne
- Robert IV d'Artois, comte d'Eu (1356–1387)
- Felip d'Artois, comte d'Eu (1357–1397)
- Carles (1359 - 15 d'abril de 1368)
- Isabeau (1361 - 26 de juny de 1379)

Germana de Hugues I de Melun, vescomte van Gent i Marie de Melun Mig-germana de Catherine de Melun; Jean II de Melun, comte de Tancarville; Adam de Melun; Guillaume de Melun; Raoul de Melun i altres.

## Escuts d'armes dels seus dos marits

Escut d'armes dels Artois
Escut d'armes dels Dreux